# ダイヤラー
ダイヤラーとは、コンピュータから電話回線を通じてダイヤルアップ接続を行うためのソフトウェアのこと。

## 概要
1980年代のパソコン通信の初期は、ダイヤルアップ接続による接続が一般的であった。当初はモデムはパソコンと電話回線の間に接続する据置型が一般的であったが、インターネットが普及した1995年以降は、パソコン側にダイヤルアップモデム（アナログモデム）が標準的に内蔵されるようになっており、ダイヤラーもWindows 95に機能が実装されている。
一部のインターネットサービスプロバイダにおいては、ユーザーが行う設定を簡略化するために、専用のダイヤラーを提供している。例えば、AOLなどは世界各国にダイヤルアップ接続用のアクセスポイントを有するため、各国ごとに異なる設定を簡略化するために「AOL Dialer」というソフトを提供している。
かつて、ダイヤラーがWindowsの標準機能であったことを悪用し、アダルトコンテンツが閲覧できる等としてウェブサイト閲覧者を誘引し、意図せず国際電話に接続する不正プログラムを起動させる手口により、後日、高額な通信料金を請求されることが社会問題になった。近年では、電話網に直接接続されているパソコンはほとんど存在しないため、仮にそのような不正プログラムがインストールされても原則として問題はない。